# Spezifischer Kraftstoffverbrauch
Der spezifische Kraftstoffverbrauch ist ein Maß für die Effizienz einer Verbrennungskraftmaschine.
Definiert ist er als das Verhältnis zwischen Kraftstoffverbrauch pro Zeitspanne und der abgegebenen mechanischen Leistung. Bei Strahl- und Raketentriebwerken gibt es einen vergleichbaren Kennwert. Er wird im Artikel Spezifischer Impuls beschrieben.
Der spezifische Kraftstoffverbrauch wird üblicherweise in g/kWh angegeben.

## Spezifischer Kraftstoffverbrauch als Vergleichsmaßstab
Verbrennungskraftmaschinen können anhand des spezifischen Kraftstoffverbrauchs nur dann miteinander verglichen werden, wenn die Leistungsmessung nach den gleichen Standards erfolgt und die Kraftstoffe pro Gewichtseinheit den gleichen Heizwert aufweisen. Im Artikel Pferdestärke wird dargestellt, welche unterschiedlichen Messmethoden zur Bestimmung der Motorleistung üblich sind.

## Umrechnung in andere Einheiten
Im angloamerikanischen Maßsystem wird der spezifische Kraftstoffverbrauch bei Verbrennungskraftmaschinen, welche die Leistung an einer Welle abgeben, als Brake Specific Fuel Consumption bezeichnet (Abk.: BSFC) und in lb/(hp·h) angegeben. Ältere deutschsprachige Literatur gibt den Kraftstoffverbrauch auch in Gramm pro PS-Stunde (g/PSh) an.
|               | lb/(hp·h) | g/kWh     | g/PSh      |
| 1 lb/(hp·h) = | -         | 608,277   | 447,387258 |
| 1 g/kWh =     | 0,001644  | -         | 0,73549875 |
| 1 g/PSh       | 0,0022352 | 1,3596216 | -          |

Angloamerikanisch ist das Dezimalkomma durch einen Dezimalpunkt zu ersetzen.

## Spezifischer Kraftstoffverbrauch und Wirkungsgrad

Zusammenhang zwischen spezifischen Kraftstoffverbrauch (b_{e}) eines Otto- bzw. Dieselmotors und Wirkungsgrad η bei gegebenem Heizwert (H_{U})

Der Wirkungsgrad einer Verbrennungskraftmaschine bezieht sich auf den Heizwert des Kraftstoffs und nicht auf dessen (höheren) Brennwert. Der Heizwert wird üblicherweise in kJ/kg oder kWh/kg angegeben. Die Umrechnung lautet: 1 kWh = 3600 kJ. Sind spezifischer Kraftstoffverbrauch (be) und Heizwert (HU) des Brennstoffs bekannt, so lässt sich der Wirkungsgrad (η) wie folgt berechnen:
{\displaystyle \eta ={\frac {1}{b_{e}\cdot H_{U}}}}
Beispiel: Bei einem Dieselmotor wird ein spezifischer Kraftstoffverbrauch (in einem bestimmten Betriebspunkt) von 198 g/kWh festgestellt. Der Heizwert des verbrauchten Dieselkraftstoffs liegt bei etwa 11,9 kWh/kg. Der Wirkungsgrad errechnet sich wie folgt:
{\displaystyle \eta ={\frac {100\,\%}{0{,}198\,{\text{kg/kWh}}\times 11{,}9\,{\text{kWh/kg}}}}=42{,}4\,\%}
| Kraftstoffart       | MJ/kg     | kWh/kg | g/kWh |
| ------------------- | --------- | ------ | ----- |
| Diesel              | 42,9–43,1 | ≈ 11,9 | 084   |
| Normalbenzin        | 41,2–41,9 | ≈ 11,5 | 087   |
| Superbenzin         | 41,2–41,6 | ≈ 11,4 | 088   |
| Flugbenzin (AvGas)  | 0043,5    | ≈ 12,1 | 082,5 |
| Kerosin             | 0043      | ≈ 11,9 | 084   |
| Methan              | 0050      | ≈ 13,9 | 072   |
| Wasserstoff (LH₂)   |           |        |       |
| Wasserstoff (gasf.) | 0120      | ≈ 33   | 030   |
| Ethanol             | 0029,7    | ≈ 9,25 | 108   |
| Methanol            | 0022,7    | ≈ 6,3  | 159   |

Zu beachten ist, dass die üblichen Kraftstoffe aus Kraftstoffmischungen bestehen und die Heizwerte deshalb nicht konstant sind. Beispiele sind Winterdiesel, Sommerdiesel und Benzin mit unterschiedlichen Graden an Ethanolbeimischungen.

## Kennfelder des spezifischen Kraftstoffverbrauchs

Beispiel eines Kennlinienfelds des spezifischen Kraftstoffverbrauchs in g/kWh (Muscheldiagramm)
Die Achsen sind effektiver Mitteldruck, p_{e} in bar (vertikal), und Drehzahl, n in 1/min (horizontal).

Der spezifische Kraftstoffverbrauch – und damit der Wirkungsgrad – ist kein konstanter Wert, sondern abhängig vom Betriebszustand des Motors. Je nach dessen Drehzahl und Belastung ergeben sich unterschiedliche Werte. Dennoch wird oftmals nur ein einziger Wert angegeben. Dieser Wert ist – wenn keine weitere Erläuterung folgt – der sogenannte „Bestwert“, also das erreichbare Minimum.
Wesentlich aussagekräftiger ist ein Kennlinienfeld des spezifischen Kraftstoffverbrauchs, das auch als „Muscheldiagramm“ bezeichnet wird. Aus diesem Diagramm lassen sich außer dem „Bestpunkt“ auch alle anderen Werte bei Volllast als auch bei Teillast ablesen.
Eine besondere Bedeutung haben diese Kennlinienfelder für die Auslegung und Steuerung von Schaltgetrieben. Durch die entsprechende Wahl der Getriebeübersetzung können die Motordrehzahl und Lastzustand so eingestellt werden, dass das jeweilige Verbrauchsminimum erreicht wird.

## Vergleichswerte
| Motor            | Typ             | Spezifischer Kraftstoffverbrauch (g/kWh) | Kraftstoff  |
| ---------------- | --------------- | ---------------------------------------- | ----------- |
| Viertaktmotor    | Lkw/Pkw         | 180–210                                  | Diesel      |
| Viertaktmotor    | Pkw             | 220–250                                  | Benzin      |
| Wankelmotor      | Pkw/Motorrad    | 300–380                                  | Benzin      |
| Gasturbine       | Pkw/Luftfahrt   | 300–1000                                 | Kerosin     |
| Kohlenstaubmotor | Stationärmotor  | 340–350                                  | Kohlenstaub |
| Zweitaktmotor    | Motorrad        | 380–500                                  | Benzin      |
| Dampfmaschine    | Dampflokomotive | 965–1260                                 | Kohle       |

### Ausgesuchte Motoren/Triebwerke
| Anwendungsbeispiel                         | Motortyp               | Jahr  | Leistung (kW) | Funktions- prinzip | Spezifischer Kraftstoffverbrauch (g/kWh) | Kraftstoff        |
| ------------------------------------------ | ---------------------- | ----- | ------------- | ------------------ | ---------------------------------------- | ----------------- |
| Industriemotor 1940er-Jahre                | MAN D 0534 G           | 1942  | 51,5          | Diesel             | 217,5                                    | Gasöl             |
| Industriemotor 1950er-Jahre                | Mercedes-Benz OM 636   | 1952  | 29            | Diesel             | 286                                      | Dieselkraftstoff  |
| Erster Dieselmotor                         | 250/400                | 1897  | 13            | Diesel             | 324                                      | Kerosin           |
| Motorsense / Freischneider (Viertaktmotor) | Honda GX 35            | 2011  | 0,94          | Otto               | 390                                      | Benzin            |
| Kettensäge (Zweitaktmotor)                 | Stihl MS 391           | 2016  | 3,3           | Otto               | 421                                      | Benzin            |
| Wankelmotor für Drohne                     | UAV Engines AR801      | 1999  | 30            | Wankel             | 304                                      | Benzin            |
| Wankelmotor für Flugzeug                   | Curtiss-Wright RC2-47  | 1982  | 238,6         | Wankel             | 226                                      | Kerosin           |
| Dieselmotor für Panzer                     | MTU MB 873-Ka 501      | 1980- | 1100          | Diesel             | 226                                      | Diesel            |
| Industriedieselmotor 2000er-Jahre          | VW EA188 1,9 l         | 2005  | 63            | Diesel             | 207                                      | Dieselkraftstoff  |
| Pkw-Dieselmotor 2000er-Jahre               | BMW N47                | 2007  | 130           | Diesel             | 198                                      | Dieselkraftstoff  |
| Pkw-Ottomotor 2010er-Jahre                 | Ford EcoBoost          | 2011  | 74            | Otto               | 240                                      | Benzin            |
| Industriemotor 1960er-Jahre                | ЯМЗ-236                | 1968  | 132           | Diesel             | 238                                      | Dieselkraftstoff  |
| Industriedieselmotor 2010er-Jahre          | OM 936.972             | 2015  | 220           | Diesel             | 212                                      | Dieselkraftstoff  |
| Flugmotor 1930er-Jahre                     | BMW 114                | 1936  | 460           | Diesel             | 266                                      | Gasöl             |
| Flugmotor 1940er-Jahre                     | Junkers Jumo 205       | 1940  | 647           | Diesel             | 211                                      | Gasöl             |
| Formel-1-Motor 1980er-Jahre                | Honda 1,5 L            | 1987  | 559           | Otto               | 258                                      | Superbenzin       |
| Wellenturbine                              | Klimow TW3-117WM       | 1972  | 1.103         | Joule              | 299                                      | Kerosin           |
| Flugmotor 1940er-Jahre                     | Pratt & Whitney R-4360 | 1945  | 2.610         | Otto               | 265                                      | Benzin            |
| Turboprop                                  | Kusnezow NK-12         | 1955  | 11.032        | Joule              | 218,9                                    | Kerosin           |
| 2-Takt-Schiffsdiesel                       | MAN S80ME-C9           | 2014  | 27.060        | Diesel             | 164,4                                    | Schweröl ISO 8217 |
| 2-Takt-Schiffsdiesel                       | Wärtsilä RT-flex96C    | 2008  | 84.420        | Diesel             | 171                                      | Schweröl ISO 8217 |
| 4-Takt-Schiffsdiesel                       | Wärtsilä 8V31          | 2015  | 4.480         | Diesel             | 170,6                                    | Schweröl ISO 8217 |
| Boxermotor 1960er-Jahre                    | VW Typ 126             | 1969  | 35            | Otto               | 306                                      | Benzin            |
| Wankelmotor des NSU Ro80                   | KKM 612                | 1967  | 85            | Wankel             | 306                                      | Benzin            |
| Wankelmotor des Mazda 787B                 | 26B                    | 1991  | 515           | Wankel             | 286                                      | Benzin            |
| Wankelmotor des Mazda RX-8                 | 13B Renesis            | 2021  | 169           | Wankel             | 257                                      | Benzin            |
| Industriemotor 1890er-Jahre                | Hornsby-Akroyd-Motor   | 1891  | 5,6           | Akroyd             | 460                                      | Gasöl             |